# Ağstafa su anbarı
Ağstafa su anbarı är en reservoar i Azerbajdzjan.   Den ligger i distriktet Qazach, i den västra delen av landet, 400 kilometer väster om huvudstaden Baku. Ağstafa su anbarı ligger 456 meter över havet. Arean är 1,7 kvadratkilometer. Den sträcker sig 1,9 kilometer i nord-sydlig riktning, och 1,8 kilometer i öst-västlig riktning.
Omgivningarna runt Ağstafa su anbarı är en mosaik av jordbruksmark och naturlig växtlighet. Runt Ağstafa su anbarı är det ganska tätbefolkat, med 58 invånare per kvadratkilometer.